# ماتيو هرنانديز
ماتيو هرنانديز (بالإسبانية: Mateo Hernández)‏ (5 أكتوبر 1998 - ) هو لاعب كرة قدم أرجنتيني في مركز الوسط.

## وصلات خارجية
- ماتيو هرنانديز على موقع قاعدة بيانات كرة القدم.إي يو (الإنجليزية)
- ماتيو هرنانديز على موقع Soccerway.com (الإنجليزية)